# Lugus (Filippine)
Lugus è una municipalità di quinta classe delle Filippine, situata nella Provincia di Sulu, nella Regione Autonoma nel Mindanao Musulmano.
Lugus è formata da 17 baranggay:
- Alu Bus-Bus
- Alu-Duyong
- Bas Lugus
- Gapas Rugasan
- Gapas Tubig Tuwak
- Huwit-huwit Bas Nonok
- Huwit-huwit Proper
- Kutah Parang
- Laha
- Larap
- Lugus Proper
- Mangkallay
- Mantan
- Pait
- Parian Kayawan
- Sibul
- Tingkangan